# El Retén
El Retén est une municipalité située dans le département de Magdalena en Colombie.